# Genz Gys Khan au pays du vent
Genz Gys Khan au pays du vent est une série de bande dessinée jeunesse française de Yann Dégruel

## Albums
1. Ami sauvage (2000)[1]
2. Le Monstre de feu (2000)
3. Gare aux Tatars ! (2001)
4. Suivre les oiseaux (2001)
5. Tombés du ciel (2002)
6. Tempête de yaourts ! (2005)

## Publication

### Éditeurs
- Delcourt (Collection Jeunesse) : Tomes 1 à 6 (première édition des tomes 1 à 6).